# Вільям Каллен
Вільям Каллен (англ. William Cullen; 15 квітня 1710, Гамільтон — 5 лютого 1790, Единбург) — шотландський лікар і хімік, один з провідних професорів медичної школи Единбурзького університету.

## Біографія
Народився у містечку Гамільтон у південному Ланаркширі, Шотландія, в родині юриста Вільяма Каллена-старшого. Здобув початкову освіту в місцевій школі. В юному віці працював учнем аптекаря в Глазго, що пробудило його інтерес до медицини й хімії. Згодом вступив до Единбурзького університету, де розпочав вивчення медицини.
Після короткого періоду практики як судновий лікар, повернувся до навчання та здобув кваліфікацію. У 1740-х роках здобув визнання як викладач у Глазго, де читав лекції з хімії та медицини. У 1755 році був запрошений до Единбурзького університету, де став одним з головних викладачів медичної школи.
Викладав хімію, фармакологію, теоретичну та клінічну медицину. Його лекції відзначалися систематичністю та ясністю, приваблюючи студентів з усієї Європи.
Помер 5 лютого 1790 року в Единбурзі, де й був похований. 

## Наукова діяльність
Каллен відомий своєю теорією, за якою хвороби виникають внаслідок порушення руху флюїдів у нервовій системі. У праці «Огляд медичної нозології» (англ. Synopsis Nosologiae Methodicae, 1769) стверджував, що перенапруження нервової системи спричиняє судоми, а її розслаблення — атонію. Відповідно, він поділяв лікування на протисудомне та таке, що усуває атонію.
Його головна праця — чотиритомне видання «First Lines of the Practice of Physic, for the Use of Students» (1777), яке витримало п’ять видань і було перекладене кількома європейськими мовами.
Каллен першим зафіксував уповільнювальну дію наперстянки на серцеві скорочення. Також вважається, що він сприяв популяризації гомеопатії у медичних колах.